# Mejora progresiva

Orden de mejora progresiva: HTML, CSS y JavaScript.

Mejora progresiva es una estrategia particular de diseño web que acentúa la accesibilidad, margen de beneficio semántico, y tecnologías externas del estilo y el scripting, en una manera adecuada que permite que cada uno tenga acceso al contenido y a la funcionalidad básica de una página web, usando cualquier navegador web o conexión a Internet, mientras que también permite a otros con un mayor ancho de banda o un navegador web más avanzado experimentar una versión mejorada de la página.

## Historia
El concepto de mejora progresiva fue acuñado por Steven Champeon, de la firma de diseño web hesketh.com, en una serie de artículos y presentaciones para Webmonkey y la conferencia interactiva Sxsw realizada entre marzo y junio de 2003.

## Introducción y antecedentes
La estrategia es una tentativa de derribar la estrategia tradicional de diseño web conocida como degradación agraciada, en donde los diseñadores procurarían crear las páginas Web para los navegadores webs más recientes del momento, que también trabajarían en viejas versiones del software del navegador. Lo que se intentaba con la Degradación Agraciada era degradar la página para que pudiera ser vista o ser de alguna manera presentable en versiones anteriores del navegador, donde se suponía no existían las tecnologías que necesitaba el diseño de la página web. En la práctica, la "degradación agraciada" ha sido suplantada por la actitud de que el usuario simplemente "debe actualizar". Esta actitud ha ganado terreno debido a apremios de tiempo y presupuesto, dificultad para hacer pruebas en navegadores alternativos, así como también de creer que "los navegadores Web son libres".
Sin embargo, no siempre es posible actualizar el navegador debido a las políticas del departamento TI de una empresa, por ejemplo. Un hardware antiguo, o por alguna otra razón. La actitud "debe actualizar" no toma en cuenta la deliberada elección de los usuarios y la amplia variedad de plataformas en los navegadores; muchos de los cuales se ejecutan sobre distintos dispositivos portátiles o en entornos donde es limitado el ancho de banda, color o sonido, o el tamaño de la pantalla y así sucesivamente. Características que los hace distintos al típico navegador gráfico de escritorio.
Con la Mejora Progresiva, la estrategia se invierte deliberadamente: se crea un documento marcado básico, engranado hacia el denominador común más bajo de la funcionalidad del software del navegador, y entonces el diseñador agrega en funcionalidad o mejoras a la presentación y comportamiento de la página, usando tecnologías modernas por ejemplo las hojas de estilo en cascada, Gráficos vectoriales escalables (SVG), o Javascript. Todas y cada una de las mejoras son enlazadas externamente, para prevenir datos sin uso por ciertos navegadores que serían innecesariamente descargados.
El acercamiento del PE se deriva de la experiencia temprana de Champeon (C. 1993-4) con SGML, antes de trabajar con HTML o cualquier lenguaje de presentación Web, así como de experiencias posteriores trabajando con el CSS al trabajar en errores de los navegadores. En esos contextos tempranos del SGML, el lenguaje marcado semántico era de importancia clave, mientras que la presentación casi siempre se consideró por separado, en lugar de ser encajado en el lenguaje marcado por sí mismo. Este concepto es diversamente referido en círculos del lenguaje marcado como la regla de separación de la presentación y el contenido, separación del estilo y contenido, o de la separación de la semántica y de la presentación. Mientras que la Web evolucionó en mediados de los 90', pero antes de que CSS fuese introducido y ampliamente soportado, esta regla cardinal del SGML fue repetidamente violada por los extenciones de HTML. Como resultado, los diseñadores web fueron forzados a adoptar nuevas y disruptivas tecnologías y etiquetas para seguir siendo relevantes. Con una tendencia a la degradación agraciada, en reconocimiento de que no todo el mundo tenía el último navegador, muchos comenzaron simplemente a adoptar las prácticas de diseño y las tecnologías soportadas solamente por los más recientes y quizás el solo versión mayor del navegador liberada anteriormente. Por varios años, gran parte de la Web funcionó solo los más recientes y más populares navegadores.
Esto seguía siendo verdad hasta la subida y la adopción extensa de y la ayuda para CSS, así como muchos populist, a diseñadores educativos del Web de los esfuerzos de los pueblos (de Eric Costello, de Owen Briggs, del Shea de Dave, y de otros) demostrando cómo utilizar el CSS para los propósitos de la disposición. El PE se basa en un reconocimiento que la asunción detrás de la “degradación agraciada” que los browsers conseguidos siempre más rápido y más de gran alcance - era el probar sí mismo de la base falso con la subida de handheld y PDA digital personal los dispositivos con los browsers de la bajo-funcionalidad y los apremios serios de la anchura de banda.
Además, la evolución rápida del HTML y de tecnologías relacionadas en los días tempranos del Web se ha retardado, y muy los viejos browsers han sentido bien a diseñadores obsoletos, que liberaban para utilizar tecnologías de gran alcance por ejemplo CSS para manejar todas las tareas y Javascript de la presentación de realzar comportamiento complejo del lado del cliente.
Primero propuesto como frase algo menos poco manejable del catchall describir el arte delicado de “separar la estructura y el contenido del documento de la semántica, de la presentación, y del comportamiento”, y basado en el uso entonces común de CSS corta de trabajar alrededor de rendir insectos en browsers específicos, la estrategia del PE ha adquirido una vida sus el propios como los nuevos diseñadores han abrazado la idea y han extendido y ha revisado el acercamiento. el realce progresivo del

## Principios Core
Consiste en los principios siguientes de la base:
- todo el contenido básico debe ser accesible a todos los browsers
- toda la funcionalidad básica debe ser accesible a todos los browsers
- escasos, el margen de beneficio semántico contiene todo el contenido
- disposición realzada es proporcionado por el CSS externamente ligado
- comportamiento realzado es proporcionado por Javascript discreto, externamente ligado
- las preferencias del browser del usuario final son respetadas.

## Adopción y soporte
Jim Wilkinson creó a Progressive Enhancement en CSS mailing list el Wiki para recoger algunos trucos y extremidades y para explicar la estrategia total. Los diseñadores tales como Jeremy Keith tienen demostrado cómo el acercamiento se puede utilizar armonioso] con inmóvil otros acercamientos a moderno diseño del Web (por ejemplo Ajax) para proporcionar flexible, pero de gran alcance, las experiencias del usuario.
Otros, incluyendo Shea de Dave, han ayudado a separar la adopción del término para referir a estrategias CSS-basadas del diseño. Las organizaciones tales como proyecto de los estándares del Web han abrazado el PE como base para sus esfuerzos educativos. Nate Koechley en Yahoo! referencia extensa de las marcas al PE en su propio acercamiento al diseño del Web y a la ayuda del browser, ayuda calificada del Browser (GBS). Steve Chipman en AOL tiene el PE referido como base para su estrategia del diseño del Web. Chris Heilmann discute la importancia de entrega apuntada del CSS de modo que cada browser consiga solamente el contenido (y realces) que puede dirigir. Muchas agencias del diseño del Web han comenzado a anunciar que proporcionan el realce progresivo como servicio de la base.

## Beneficios para las páginas web
Creados según los principios del PE están al lado de su naturaleza más accesible, porque la estrategia exige que el contenido básico sea siempre disponible, no obstruido por scripting comúnmente sin apoyo o fácilmente inhabilitado. Además, el principio escaso del margen de beneficio hace más fácil para las herramientas que leen el contenido en voz alta para encontrar ese contenido. Es confuso en cuanto a como de bien los sitios del PE trabajan con herramientas más viejas diseñadas para ocuparse de las disposiciones de la tabla, “sopa de la etiqueta,” y los similares. los

## Beneficios para la optimización del Search Engine (SEO)
Las mejoras en los resultados respecto al posicionamiento en buscadores o SEO (Search Engine Optimization), son otro efecto positivo derivado del desarrollo sobre la base de esta estrategia. Debido a que el contenido básico está siempre disponible para los robots de los buscadores (arañas o spiders), las páginas desarrolladas sobre la base de esta técnica evitan problemas con el indexado de los buscadores.

## Críticas y respuesta
Algunos escépticos, tales como buhardilla Dimon, tienen expresó su preocupación que el PE no es realizable en las situaciones que confían pesadamente en Javascript para alcanzar ciertos presentaciones o comportamientos de la interfaz utilizadora. Jeremy Keith debe presente Hijax: Realce progresivo con Ajax en XTech06, sugiriendo que los dos sean compatibles. Otros han contradicho con el punto que las páginas informativas de se deben cifrar usando el PE para ser puesto en un índice por las arañas], y que las páginas Flash-pesadas de incluso se deben cifrar usando el PE. En un área relacionada, muchos ha expresado sus dudas referentes al principio de la separación del contenido y la presentación en términos absolutos, empujando en lugar de otro para un reconocimiento realista que son los dos (y algunos dirían deben ser) se ligaron inextricablemente.

## Ideas relacionadas
Incluyen JavaScript discreto de Ajax, Hijax, y degradación agraciada, tan bien como margen de beneficio semántico acodado y ayuda calificada del Browser.